# 艾因哈什洛沙大屠殺
2023年10月7日阿克薩洪水行動中，來自加沙走廊的哈馬斯武裝分子入侵以色列南部區的艾因哈什洛沙基布兹。哈馬斯武裝分子搶劫並燒毀基布茲的許多民房，還劫持人質並肆意屠殺眾多居民。儘管有4名基布茲平民在保衛基布茲時被哈馬斯武裝分子殺害，但在大屠殺中被殺害的居民數目仍然未知。
大屠殺三天后，在基布茲發現了30名倖存者，其中14人是泰國國民。

## 另見
- 大屠杀列表
- 雷姆音樂節大屠殺
- 卡法阿扎大屠殺
- 貝埃里大屠殺
- 尼爾奧茲大屠殺